# Rural Retreat
Rural Retreat is een plaats (town) in de Amerikaanse staat Virginia, en valt bestuurlijk gezien onder Wythe County.

## Demografie
Bij de volkstelling in 2000 werd het aantal inwoners vastgesteld op 1350.
In 2006 is het aantal inwoners door het United States Census Bureau geschat op 1356, een stijging van 6 (0,4%).

## Geografie
Volgens het United States Census Bureau beslaat de plaats een oppervlakte van
5,8 km², geheel bestaande uit land. Rural Retreat ligt op ongeveer 740 m boven zeeniveau.

## Plaatsen in de nabije omgeving
De onderstaande figuur toont nabijgelegen plaatsen in een straal van 28 km rond Rural Retreat.